# A bájkeverő
A bájkeverő (eredeti cím: Bedazzled) Harold Ramis 2000-ben bemutatott amerikai filmvígjátéka, melyet az 1967-es azonos című film alapján készítettek. A főszerepben Brendan Fraser és Elizabeth Hurley látható.

## Cselekmény
|  | Alább a cselekmény részletei következnek! |

Eliot Richards (Brendan Fraser) egy igazi vesztes. Egy nagy cégnél végez monoton munkát, esetlen, szerencsétlen és hiába epekedik gyönyörű munkatársnőjéért, Alisonért (Frances O’Connor), a lány észre sem veszi. A munkatársai utálják és gonosz tréfákat űznek vele. Eliot egy nap felsóhajt, bármit megtenne, hogy Alison szívét elnyerhesse. Meghallja ezt a rendkívül csinos és vonzó Ördög (Elizabeth Hurley), aki felajánlja Eliotnak, hogy lelkéért cserébe hetet kívánhat. Eliot vonakodva bár, de aláírja a méretes szerződést.
Az Ördög teljesíti Eliot különféle kívánságait, melyek középpontjában mindig Alison áll, s melyek mindig valahogy balul sülnek el. A férfi első kívánságában erős akar lenni, olyan férfi, akitől félnek és aki nagyon gazdag. Az Ördög így dél-amerikai drogbárót farag belőle, aki vagyonos ugyan, de felesége, Alison, megcsalja az angoltanárral, aki aztán még a drogüzletét is elhalássza Eliot elől. Következő kívánságában Eliot érzékeny férfi akar lenni, mert Alison ilyen férfira vágyik. Az Ördög azonban túlzásba viszi a kérést, és Eliot annyira érzékeny lesz, hogy folyton elbőgi magát a naplemente látványán, és ez egyáltalán nem imponál Alisonnak. Egy másik kívánságában Eliot sikeres sportoló szeretne lenni, ám itt is rosszul alakulnak a dolgok: Eliot ugyan a világ legjobb kosarasa lesz, azonban rendkívül ostoba és a férfiassága is aprócska, ami miatt Alison kigúnyolja. Ezért Eliot az újabb kérésében borzasztóan okos akar lenni, hatalmas pénisszel, és ezt meg is kapja az Ördögtől, Alison szinte elalél a neves író sziporkáitól, mindaddig míg ki nem derül, hogy a férfi valójában homoszexuális. Következő kívánságában Eliot az Egyesült Államok elnöke akar lenni, hogy jót tehessen – erre Abraham Lincoln bőrében találja magát a meggyilkolása előtti pillanatokban.
Miután minden kívánsága balul üt ki, Eliot úgy dönt, elgondolkodik azon, mi legyen az utolsó két kívánsága. Az Ördög azonban emlékezteti, hogy próbaképpen kért tőle egy Big Macet és egy kólát a történet elején (amit aztán Eliotnak kellett kifizetnie), így már csak egy kívánsága maradt. Eliot egy paphoz fordul segítségért, elmondja neki mi történt, ám az őrültnek nézi és kihívja a rendőrséget. A rendőrségen sem hisznek neki, és az maga az Ördög, rendőregyenruhában, zárja a cellába, ahol a fekete bőrű cellatársa elmagyarázza neki, hogy nem adhatja el a lelkét az Ördögnek, mert a lelke Istenhez tartozik, az Ördög csak megpróbálja őt összezavarni.
Eliot visszatér az Ördöghöz, és kéri, hogy bontsák fel a szerződést. Amikor az Ördög erre nem hajlandó, Eliot kijelenti, hogy nem használja fel az utolsó kívánság lehetőségét. Az Ördög figyelmezteti, hogy mindenképp meg kell tennie, kötelezi a szerződés, és megnyitja Eliot előtt a pokol tornácát, előbb ronda szörnyeteggé változik, majd hatalmas óriás alakjában kényszeríti a megfélemlített Eliotot, hogy kívánjon. Eliot pedig azt kívánja, hogy Alison legyen örökre boldog. Eliot hideg márványpadlón ébred, és azt hiszi, a Mennybe került, ám az Ördög felvilágosítja, hogy ez csupán egy bírósági előcsarnok, és hogy az önzetlen kívánságával semmissé tette a szerződésüket és megtarthatja a lelkét. A boldog Eliot a legjobb barátjának nevezi az Ördögöt, aki elárulja neki, hogy a Menny és a Pokol valójában a Földön található, és az emberek maguk választhatnak, melyiket akarják.
Eliot magabiztosabb emberként tér vissza a munkahelyére, ahol helyre teszi gúnyolódó munkatársait. Bátorságát összeszedve randira hívja Alisont, aki azonban már jár valakivel. Eliot jól fogadja a visszautasítást, és elindul haza a kerékpárján. Otthon megismerkedik az új szomszéddal, Nicole-lal (akit szintén Frances O’Connor alakít), aki személyiségében és stílusában is jobban illik hozzá.
Az utolsó jelenetben Nicole és Eliot kéz a kézben sétálnak egy parkban, miközben a háttérben az Ördög és egy angyal – Eliot fogdabeli cellatársa – fehér ruhában sakkoznak.
|  | Itt a vége a cselekmény részletezésének! |

| Szerep                                                                                       | Színész            | Magyar hangja (1. szinkron, 2000) |
| -------------------------------------------------------------------------------------------- | ------------------ | --------------------------------- |
| Elliot Richards / Jefe / "Mary" / Abraham Lincoln                                            | Brendan Fraser     | Széles László                     |
| Az Ördög                                                                                     | Elizabeth Hurley   | Tóth Enikő                        |
| Alison Gardner / Nicole Delarusso                                                            | Frances O’Connor   | Roatis Andrea                     |
| Daniel / Dan / Danny / Esteban / kötekedő a strandon / Lamar Garrett / Dr. Atyalapatyalabéla | Orlando Jones      | Kálid Artúr                       |
| Bob / Roberto / kötekedő a strandon / Bob Bob, sportriporter                                 | Paul Adelstein     | Gyabronka József                  |
| Jerry / Alejandro / kötekedő a strandon / Jerry Turner / Lance                               | Toby Huss          | Jakab Csaba                       |
| Carol / penthouse hosztesz                                                                   | Miriam Shor        | Kiss Eszter                       |
| Elliot cellatársa / Angyal                                                                   | Gabriel Casseus    | Bodrogi Attila                    |
| Pap                                                                                          | Brian Doyle-Murray | Holl János                        |
| Rendőr-őrmester                                                                              | Jeff Doucette      | Csuja Imre                        |
| Synedyne-ellenőr                                                                             | Aaron Lustig       | Forró István                      |
| Raoul                                                                                        | Rudolf Martin      | Crespo Rodrigo                    |
| John Wilkes Booth                                                                            | Julian Firth       | ?                                 |